# 孙定国
孙定国（1910年—1964年12月19日）山东牟平人，中华民国军事将领，中华人民共和国哲学家，中央党校党委委员。

## 生平
孙定国生于贫苦农民家庭，早年在家乡任教。九一八事变后投笔从戎，于1934年加入阎锡山的山西新军，历任晋绥军高中生集训总队副官、总队长、旅长等职。1937年抗日战争爆发后，晋军西路军总司令陈长捷率所部第六集团军参战，孙定国所在的彭毓斌军奉命执行肃清晋南新绛、稷山等地敌军的任务，孙定国初次展现了军事指挥才能。当时孙定国第一批加入了薄一波的“牺盟会”。1939年加入中国共产党。此后，他在担任晋军训教总队长及新军212旅旅长兼第七行署保安司令时，都执行了中共指示。1939年12月在“山西十二月事变”中，孙定国主动向政委王成林等袒露心声，表示愿意接受组织的领导，随后指挥第212旅与八路军晋西支队一道，辗转700华里突出阎军重围，转战到晋东南太岳区，与薄一波等人领导的决死一纵会师。
1940年，孙定国任太岳军区二一二旅旅长。后历任太岳军区第二分区司令员、太岳军区副司令员、鄂豫陕后方副司令员等职。
1948年，孙定国奉派到后方的马列学校学习，自此开始从事马克思主义哲学理论研究和教学工作。历任中共中央直属高级党校哲学教研室副主任、校党委委员、中国科学院学部学术委员等职。此外还著有不少哲学著作。在中央党校的行政领导中，杨献珍、侯维煜、孙定国被视作“三驾马车”，三人都曾在山西抗日根据地战斗，后来也都在中央党校工作（杨献珍曾任马列学院教育长，侯维煜1953年调入）。孙定国是中华人民共和国成立后知名的哲学家，学术地位很高。1956年北京大学哲学系奉命编写中华人民共和国成立后第一套中国哲学史教材，参加者有冯友兰、周辅成、杨宪邦、任继愈、张岱年、李泽厚等名家，孙定国与陈伯达、郭沫若、侯外庐、杜守素、赵纪彬、杨荣国、杨献珍、艾思奇、胡绳等任审查委员。同时，孙定国作为党内理论家，也参加了历次理论运动，例如1953年批判梁漱溟时他写的《批判梁漱溟的反动的世界观》、《驳斥梁漱溟的“职业分途”的反动理论》，1954年批判胡适时他写的《批判胡适哲学思想的反动实质》等，都是影响较大的文章。
1956年，康生重出，这时正值“高饶事件”之后，康生以同乡名义拉拢孙定国，嘱孙定国为自己整理和拟写一个在中共八大会议上的发言稿。后来在孙定国死后的1967年，康生却说这是中央党校“一些别有用心的人造谣，说我在‘八大’会议上的发言提纲是大坏蛋、大流氓、大骗子孙定国写的，这纯粹是流言，造谣，诽谤!难道我是文盲，不识字，连个提纲都不会写，让别人代笔？”中共八大后，康生以党内大理论家的面貌出现，先后被任命为中央文教小组副组长、理论小组组长、《毛泽东选集》编辑委员会副主任。
孙定国在中央党校被视为“杨献珍的人”。1963年，在中央党校激烈的内部斗争中，孙定国被逐出中央党校赴西安，康生还下达了对其“内部控制使用”的指令。1964年，康生在中央党校发起了批判杨献珍“合二而一”论的运动，尽管“合二而一”论与孙定国没有任何关系，但孙定国仍被叫回中央党校接受调查，在各种批斗会上遭到辱骂与训斥。1964年12月19日的全校大会上，陈伯达称孙定国为“冒牌的哲学家”，并首先用“大坏蛋”、“大流氓”、“大骗子”来称呼孙定国。孙定国办公桌玻璃板下原来有张陈伯达署名的赠联，抬头为“定国同志”，但这时陈伯达声称：“你把我扔到纸篓里练毛笔字的废纸偷了出来，裱糊上，到处招摇撞骗，说是我给你写的字，我陈伯达能给你这样的坏人写字吗？”陈伯达还说：“你是死不要脸！”会上“后来，‘斗’孙定国同志时，发扬了陈伯达式的‘战斗精神’，向他脸上吐唾沫”（见杨献珍《屠害忠良，终身阴贼——揭露康生反革命两面派的嘴脸》）。
1964年12月19日当夜，孙定国在写下一封遗书后，跳进中央党校西南角的人工湖的冰窟处自杀身亡，享年54岁。孙定国身后留下妻子及5个孩子。他们获得的通知书称孙定国“自绝于党，畏罪自杀”。陈伯达在孙定国死后凭借权势，将孙定国生前用自己的积蓄甚至借债购买的藏书（其中还有价值在1.5万元以上的善本书）以原价的三分之一“买”走。
孙定国的遗书称（×××是公开出版时隐去的人名，据推测×××是指杨献珍）：

党：
在我离开这个正在向着共产主义前进的世界，我的心还是向着伟大的党中央和伟大的毛泽东同志的。我留下一本×××同志在一九五九年去河南的讲话，请中央审查，看那是修正主义还是毛泽东思想？
看看他所讲的那些问题的分量到底有多重。宣传毛泽东思想还是从两条腿走路引伸出四条腿走路，这到底是不是诬蔑。也请支部的同志转给党委的同志看一看。
我生前是不敢讲的，我缺乏应有的勇气。因为谁批评×××同志，就像是批评主席一样。这显然是不正常的。
×××同志吹捧赫鲁晓夫特别是骂斯大林同志的东西还多得多，请中央看一下。
别了！党!但我永远也不会忘怀我们伟大的党！多么痛苦的时刻呀！
我今天才体会到邹鲁风的心情，当然，我认为他做得是不对的。
孙定国

一九六四年十二月十九日